# 또 하나의 시작
《또 하나의 시작》은 1995년 12월 6일부터 1995년 12월 28일까지 방영된 KBS 2TV 수목 미니시리즈로, 결혼한 자식들과 사별한 아내로 인해 홀로 남게 된 아버지가 홀로서기에 성공하는 것을 통해 오늘의 노인문제에 새로운 시각을 제시하였다.

## 등장 인물
- 이낙훈 : 강 노인 역
- 홍리나 : 강해주 역
- 권은아 : 강순주 역
- 변소정 : 강은주 역
- 김영옥 : 조 여사 역
- 박형준
- 남영진
- 남윤정
- 최상훈
- 최성준
- 이정희
- 도금봉
- 연재모
- 김광필
- 박상아
- 최재원
- 차태현

| 한국방송공사 수목 미니시리즈                     | 한국방송공사 수목 미니시리즈                        | 한국방송공사 수목 미니시리즈            |
| 이전 작품                                        | 작품명                                              | 다음 작품                               |
| ------------------------------------------------ | --------------------------------------------------- | --------------------------------------- |
| 남자 만들기 (1995년 11월 8일 ~ 1995년 11월 30일) | 또 하나의 시작 (1995년 12월 6일 ~ 1995년 12월 28일) | 파파 (1996년 1월 3일 ~ 1996년 2월 29일) |